# Daphnopsis granitica
Daphnopsis granitica är en tibastväxtart som beskrevs av John Francis Pruski och Barringer. Daphnopsis granitica ingår i släktet Daphnopsis och familjen tibastväxter. Inga underarter finns listade i Catalogue of Life.